# Григорьева, Галина Константиновна
Галина Константиновна Григорьева (28 июня 1917, Москва — 16 апреля 1969, Москва) — советская актриса театра и кино. Заслуженная артистка Кабардино-Балкарской АССР (1959).

## Биография
В 1932 году Галина Григорьева окончила Московскую школу-семилетку, год училась в Московском радиотехникуме, а также училась в школе-студии МХТ-2. В 1932—1933 работала секретарём ЦУНХУ.

### Театр
С 1935 по 1936 год — актриса МХТ-2.
С 1938 по 1941 год — актриса Центрального театра Промкооперации под руководством Н. С. Плотникова.
С 1946 по 1949 год — актриса в Театре-студии киноактёра.
С 1949 по 1969 год — актриса Московского театра им. Вл. Маяковского.

## Роли в театре

### Московский театр им. Вл. Маяковского
- 1949 — «Таня» А. Н. Арбузова — Маша Шаманова
- 1951 — «Два лагеря» А. Якобсона — Рита
- 1951 — «Директор» С. И. Алешина — Мальцева
- 1954 — «Гамлет» У. Шекспира. Режиссёр: Н. П. Охлопков — Гертруда, королева датская
- 1955 — «Обыкновенная история» Л. М. Леонова — Кира
- 1958 — «Побег из ночи» братьев Тур. Режиссёр: В. Ф. Дудин — Ольга Павловна Косогорова
- 1959 — «Весенние скрипки» А. П. Штейна — Елизавета Максимова
- 1961 — «Медея» Еврипида — Корифейка
- 1964 — «Кавказский меловой круг» Б. Брехта — Крестьянка справа
- 1966 — «Царь Эдип» Софокла — Иокаста
- 1967 — «Душа поэта» Ю. О’Нила, постановка Л. Свердлина и С. Кузьмина — Дебора Гарфорд
- «Тридцать серебренников» Г. Фаста — Хилда Смит
- «Легенда о любви» Н. Хикмета — Мехмене Бану

### Кино
С 1935 по 1936 год — актриса киностудии «Ленфильм».
С 1936 по 1937 год — актриса киностудии «Туркменфильм».
С 1941 по 1945 год — актриса Ташкентской киностудии (звакуация).
С 1945 по 1950 год — актриса киностудии «Мосфильм».
В кино запомнилась ролями Маши («Дубровский») и Марьи Моревны («Кащей Бессмертный»).

## Награды
- Медаль «За доблестный труд в Великой Отечественной войне» (1946).
- Медаль «За трудовое отличие» (29 января 1954 года) — в связи с тридцатилетием Московского театра Драмы и отмечая заслуги работников театра в области развития советского театрального искусства[3].
- Заслуженная артистка Кабардино-Балкарской АССР (25 февраля 1959)[1].

## Семья
- 1-й Муж Александр Ивановский
  - Сын Сергей

- 2-й Муж Георгий Георгиу

Урна с прахом захоронена в колумбарии Новодевичьего кладбища.

## Фильмография
| Год  |     | Название                      | Роль                              |
| ---- | --- | ----------------------------- | --------------------------------- |
| 1936 | ф   | Дубровский                    | Мария Троекурова                  |
| 1937 | ф   | Два брата                     | Ай-Гюль                           |
| 1944 | ф   | Кащей Бессмертный             | Марья Моревна                     |
| 1947 | ф   | Миклухо-Маклай                | Маргарет Робертсон                |
| 1952 | ф   | Майская ночь, или Утопленница | мачеха                            |
| 1958 | ф   | Лавина с гор                  | княгиня Жансурат                  |
| 1967 | ф   | Журналист                     | мать Алябьева                     |
| 1967 | тсп | Медея                         | корифейка хора коринфских женщин  |
| 1968 | ф   | Ошибка Оноре де Бальзака      | Лаура де Берни                    |
| 1970 | ф   | Старый дом                    | Луиза Ивановна Гааг, мать Герцена |